# Arabis modesta
Arabis modesta är en korsblommig växtart som beskrevs av Reed Clark Rollins. Arabis modesta ingår i släktet travar, och familjen korsblommiga växter. Inga underarter finns listade i Catalogue of Life.